# Oscarsgalan 2010
Oscarsgalan 2010 är den 82:a upplagan av Oscarsgalan. Galan hölls den 7 mars 2010 på Kodak Theatre i Hollywood. Värdar för galan var Alec Baldwin och Steve Martin. Martin var värd för tredje gången, medan Baldwin var värd för första gången. Kathryn Bigelow blev historisk som första kvinna att vinna en Oscar för bästa regi för The Hurt Locker. Antalet nominerade i kategorin bästa film utökades detta år till 10 istället för 5 som tidigare.

## Vinnare och nominerade

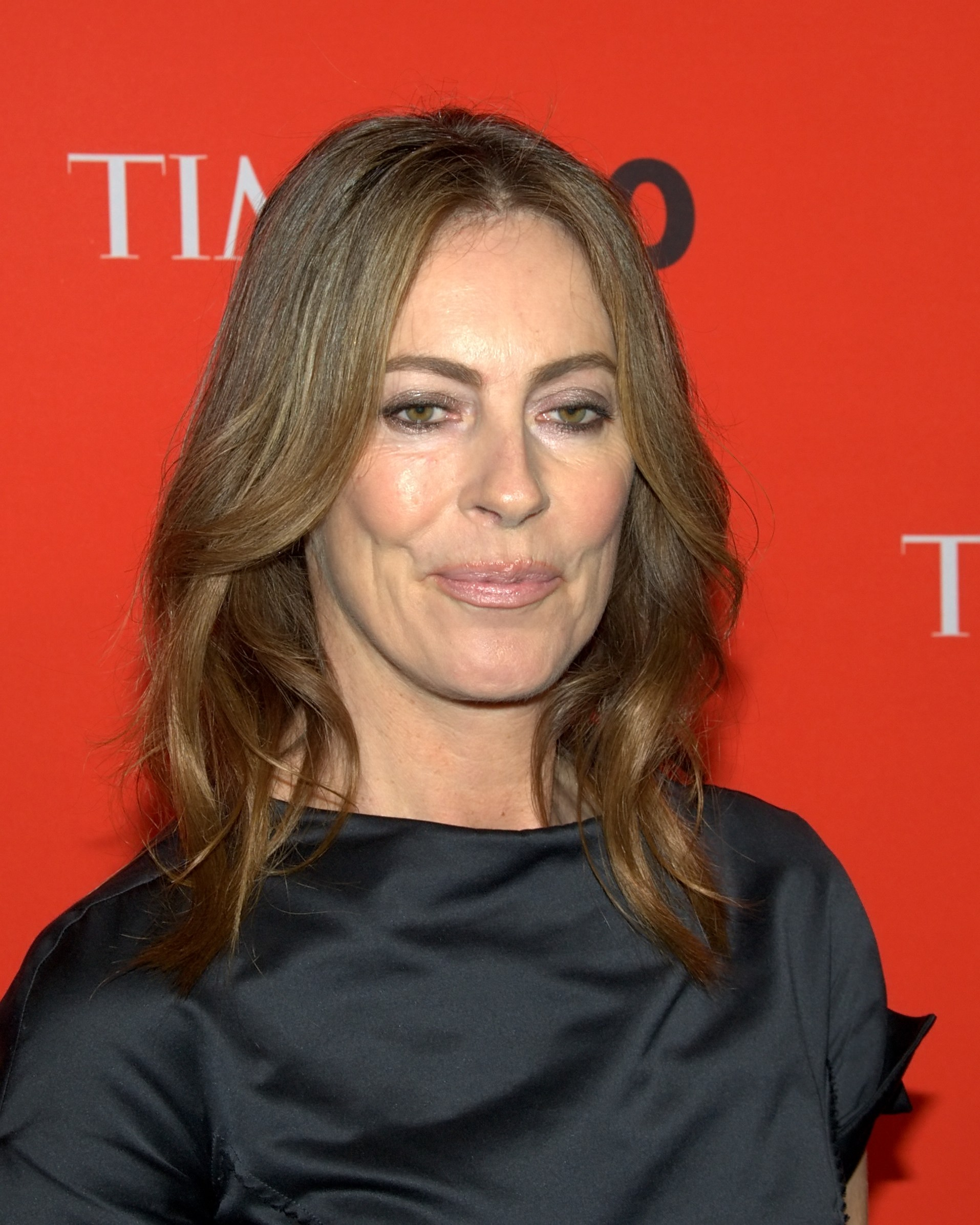
Kathryn Bigelow
Bästa film och Bästa regi

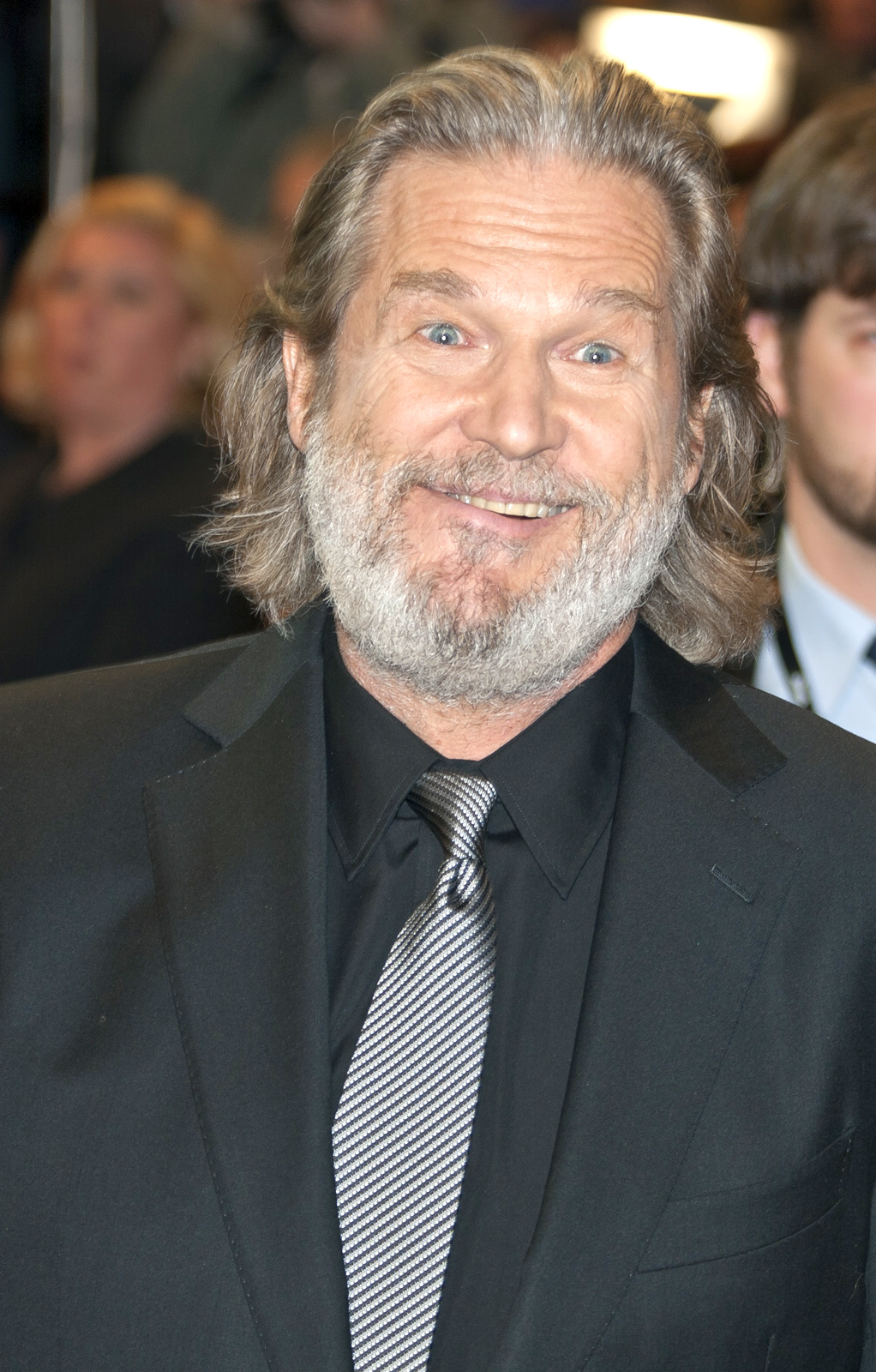
Jeff Bridges
Bästa manliga huvudroll

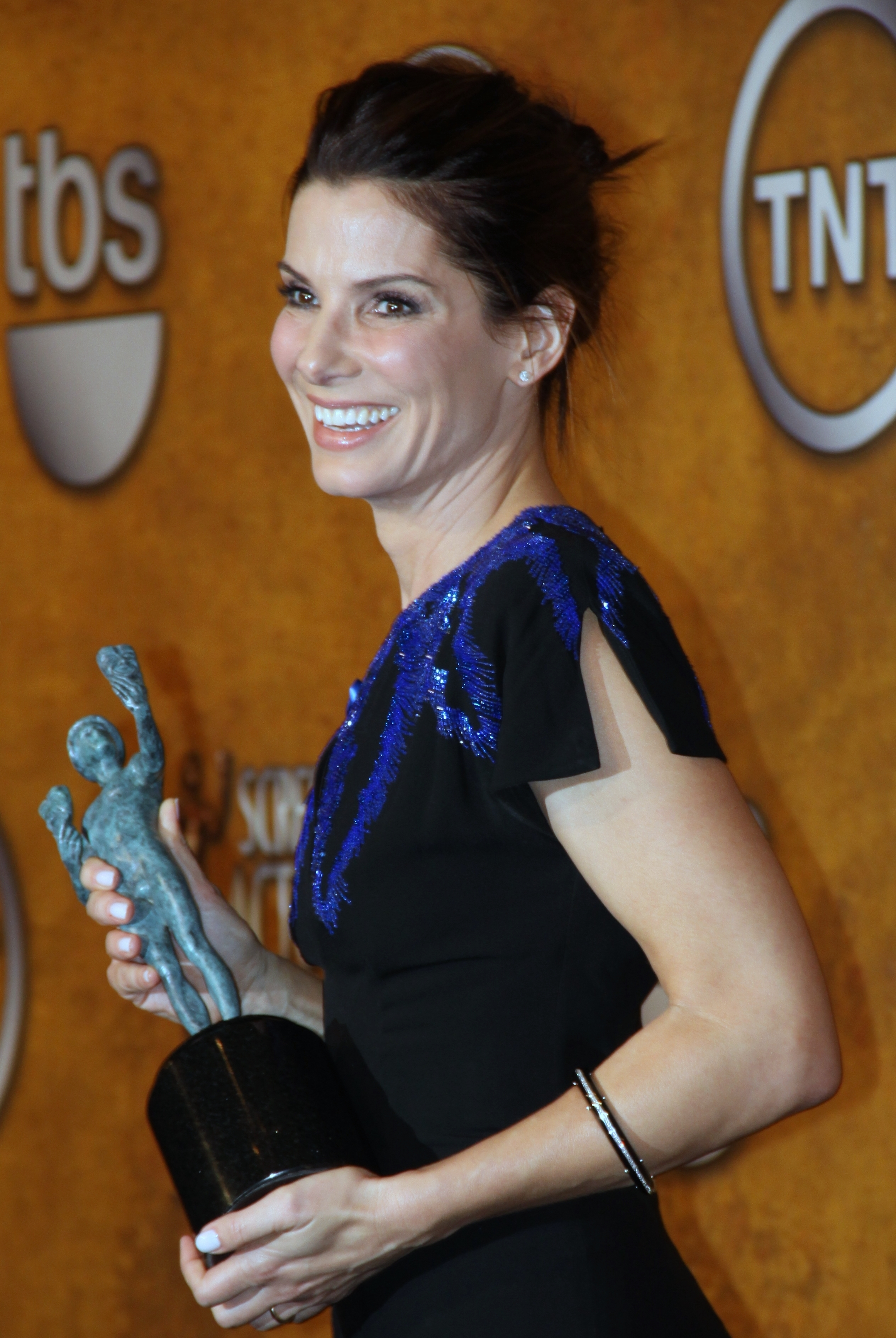
Sandra Bullock
Bästa kvinnliga huvudroll

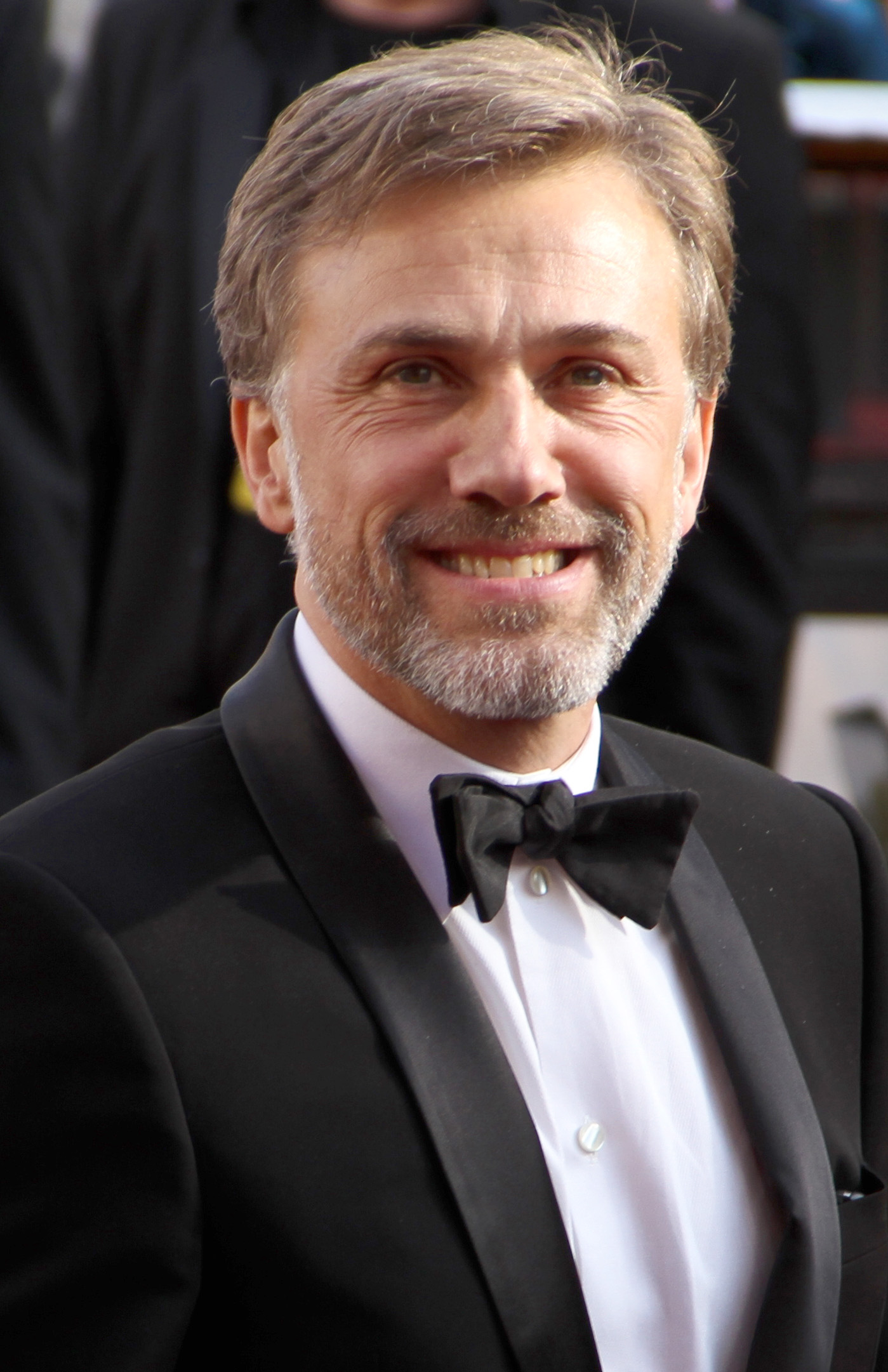
Christoph Waltz
Bästa manliga biroll

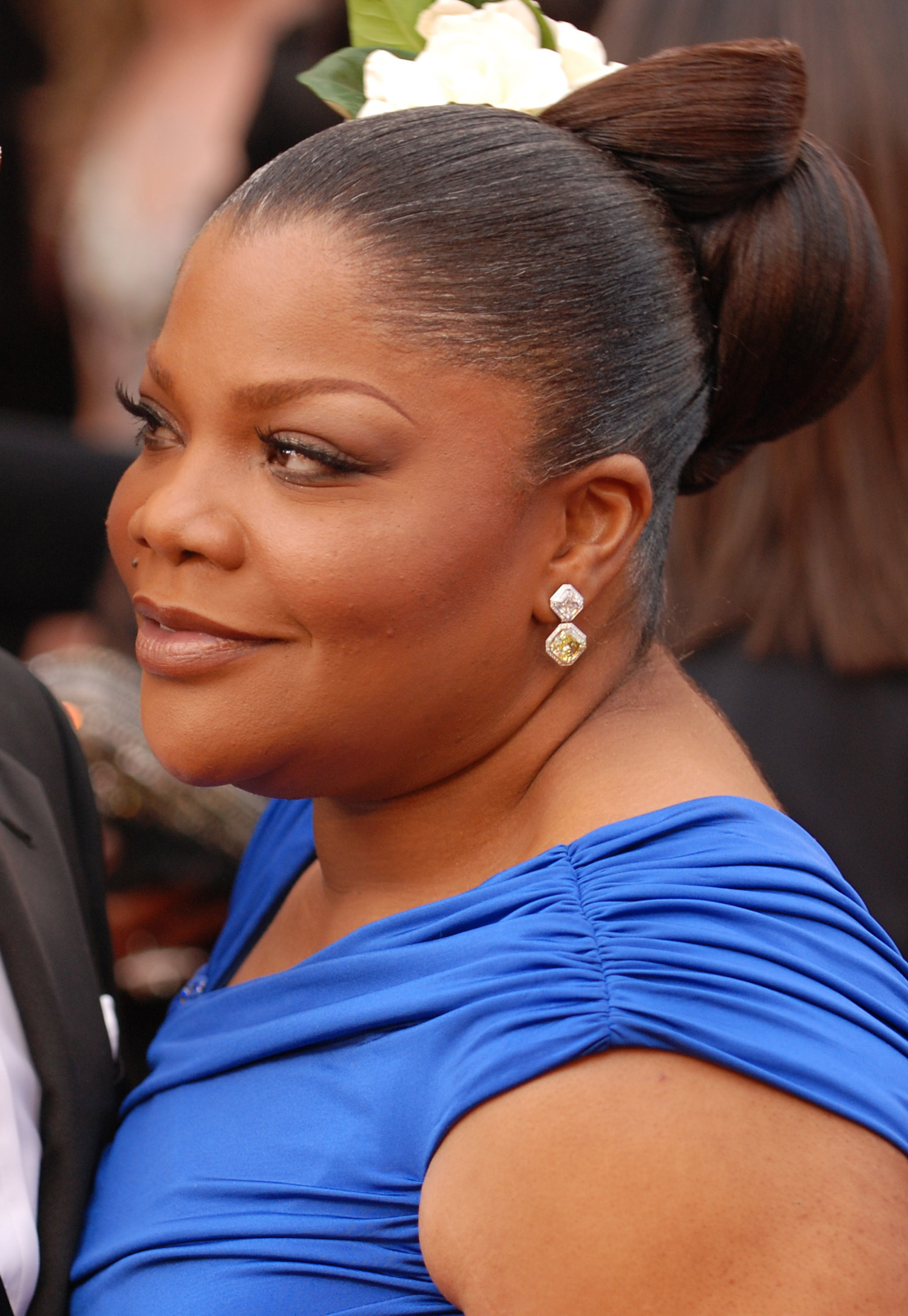
Mo'Nique
Bästa kvinnliga biroll

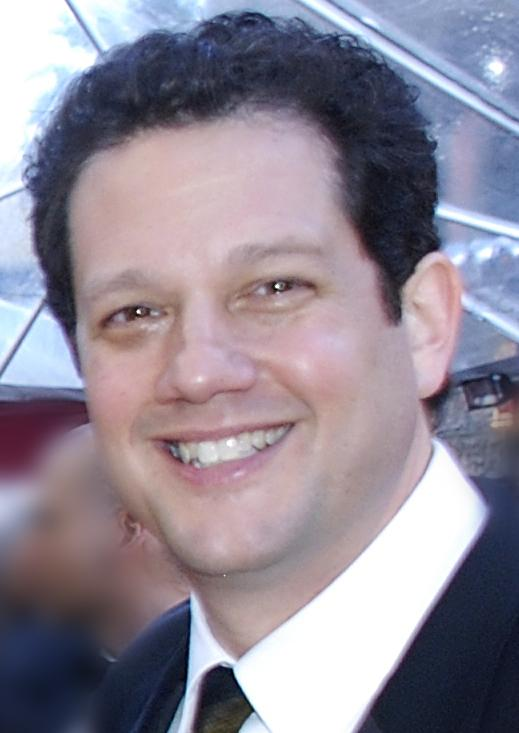
Michael Giacchino
Bästa filmmusik

| Bästa film | Bästa regi |
| --- | --- |
| - The Hurt Locker – Kathryn Bigelow, Mark Boal, Nicolas Chartier och Greg Shapiro - Avatar – James Cameron och Jon Landau - The Blind Side – Gil Netter, Andrew A. Kosove och Broderick Johnson - District 9 – Peter Jackson och Carolynne Cunningham - An Education – Finola Dwyer och Amanda Posey - Inglourious Basterds – Lawrence Bender - Precious – Lee Daniels, Sarah Siegel-Magness och Gary Magness - A Serious Man – Ethan Coen och Joel Coen - Upp – Jonas Rivera - Up in the Air – Daniel Dubiecki, Ivan Reitman och Jason Reitman | - Kathryn Bigelow – The Hurt Locker - James Cameron – Avatar - Lee Daniels – Precious - Jason Reitman – Up in the Air - Quentin Tarantino – Inglourious Basterds |
| Bästa manliga huvudroll | Bästa kvinnliga huvudroll |
| - Jeff Bridges – Crazy Heart - George Clooney – Up in the Air - Colin Firth – En enda man - Morgan Freeman – Invictus – de oövervinneliga - Jeremy Renner – The Hurt Locker | - Sandra Bullock – The Blind Side - Helen Mirren – The Last Station - Carey Mulligan – An Education - Gabourey Sidibe – Precious - Meryl Streep – Julie & Julia |
| Bästa manliga biroll | Bästa kvinnliga biroll |
| - Christoph Waltz – Inglourious Basterds - Matt Damon – Invictus – de oövervinneliga - Woody Harrelson – The Messenger - Christopher Plummer – The Last Station - Stanley Tucci – Flickan från ovan | - Mo'Nique – Precious - Penélope Cruz – Nine - Vera Farmiga – Up in the Air - Maggie Gyllenhaal – Crazy Heart - Anna Kendrick – Up in the Air |
| Bästa originalmanus | Bästa manus efter förlaga |
| - The Hurt Locker – Mark Boal - Inglourious Basterds – Quentin Tarantino - The Messenger – Alessandro Camon och Oren Moverman - A Serious Man – Joel Coen och Ethan Coen - Upp – Thomas McCarthy, Bob Peterson och Pete Docter | - Precious – Geoffrey Fletcher från Push av Sapphire - District 9 – Neill Blomkamp och Terri Tatchell från Alive in Joburg av Blomkamp - An Education – Nick Hornby från An Education av Lynn Barber - In the Loop – Jesse Armstrong, Simon Blackwell, Armando Iannucci och Tony Roche från The Thick of It av Iannucci - Up in the Air – Jason Reitman och Sheldon Turner från Up in the Air av Walter Kirn |
| Bästa animerade film | Bästa icke-engelskspråkiga film |
| - Upp – Pete Docter - Coraline och spegelns hemlighet – Henry Selick - Den fantastiska räven – Wes Anderson - Prinsessan och grodan – Ron Clements och John Musker - The Secret of Kells – Tomm Moore | - Hemligheten i deras ögon (Argentina) på spanska – Juan José Campanella - Ajami (Israel) på arabiska och hebreiska – Scandar Copti och Yaron Shani - Faustas pärlor (Peru) på spanska och quechua – Claudia Llosa - En Profet (Frankrike) på franska, korsikanska och arabiska – Jacques Audiard - Det vita bandet (Tyskland) på tyska – Michael Haneke                                                     |
| Bästa dokumentär | Bästa kortfilmsdokumentär |
| - The Cove – Louie Psihoyos och Fisher Stevens - Burma VJ – Anders Østergaard och Lise Lense-Møller - Food, Inc. – Robert Kenner och Elise Pearlstein - The Most Dangerous Man in America: Daniel Ellsberg and the Pentagon Papers – Judith Ehrlich och Rick Goldsmith - Which Way Home – Rebecca Cammisa | - Music by Prudence – Roger Ross Williams och Elinor Burkett - China’s Unnatural Disaster: The Tears of Sichuan Province – Jon Alpert och Matthew O'Neill - The Last Campaign of Governor Booth Gardner – Daniel Junge och Henry Ansbacher - The Last Truck: Closing of a GM Plant – Steven Bognar och Julia Reichert - Rabbit à la Berlin – Bartosz Konopka och Anna Wydra                                  |
| Bästa kortfilm | Bästa animerade kortfilm |
| - The New Tenants – Joachim Back och Tivi Magnusson - The Door – Juanita Wilson och James Flynn - Istället för Abrakadabra – Patrik Eklund och Mathias Fjellström - Kavi – Gregg Helvey - Miracle Fish – Luke Doolan och Drew Bailey | - Logorama – Nicolas Schmerkin - French Roast – Fabrice O. Joubert - Granny O'Grimm's Sleeping Beauty – Nicky Phelan och Darragh O’Connell - The Lady and the Reaper (La Dama y la Muerte) – Javier Recio Gracia - A Matter of Loaf and Death – Nick Park |
| Bästa filmmusik | Bästa sång |
| - Upp – Michael Giacchino - Avatar – James Horner - Den fantastiska räven – Alexandre Desplat - The Hurt Locker – Marco Beltrami och Buck Sanders - Sherlock Holmes – Hans Zimmer | - "The Weary Kind (Theme from Crazy Heart)" från Crazy Heart – Ryan Bingham och T Bone Burnett - "Almost There" från Prinsessan och grodan – Randy Newman - "Down in New Orleans" från Prinsessan och grodan – Randy Newman - "Loin de Paname" från Paris 36 – Reinhardt Wagner och Frank Thomas - "Take it All" från Nine – Maury Yeston                                                                    |
| Bästa ljudredigering | Bästa ljudmix |
| - The Hurt Locker – Paul N.J. Ottosson - Avatar – Christopher Boyes och Gwendolyn Yates Whittle - Inglourious Basterds – Wylie Stateman - Star Trek – Mark Stoeckinger och Alan Rankin - Upp – Michael Silvers och Tom Myers | - The Hurt Locker – Paul N.J. Ottosson och Ray Beckett - Avatar – Christopher Boyes, Gary Summers, Andy Nelson och Tony Johnson - Inglourious Basterds – Michael Minkler, Tony Lamberti och Mark Ulano - Star Trek – Anna Behlmer, Andy Nelson och Peter J. Devlin - Transformers: De besegrades hämnd – Greg P. Russell, Gary Summers och Geoffrey Patterson                                                |
| Bästa scenografi | Bästa foto |
| - Avatar – Art Director: Rick Carter och Robert Stromberg; Set Decorator: Kim Sinclair - The Imaginarium of Dr. Parnassus – Art Direction: Dave Warren och Anastasia Masaro; Set Decoration: Caroline Smith - Nine – Art Direction: John Myhre; Set Decoration: Gordon Sim - Sherlock Holmes – Art Direction: Sarah Greenwood; Set Decoration: Katie Spencer - Young Victoria – Art Direction: Patrice Vermette; Set Decoration: Maggie Gray | - Avatar – Mauro Fiore - Harry Potter och halvblodsprinsen – Bruno Delbonnel - The Hurt Locker – Barry Ackroyd - Inglourious Basterds – Robert Richardson - Det vita bandet – Christian Berger |
| Bästa smink | Bästa kostym |
| - Star Trek – Barney Burman, Mindy Hall och Joel Harlow - Il Divo – Aldo Signoretti och Vittorio Sodano - Young Victoria – Jon Henry Gordon och Jenny Shircore | - Young Victoria – Sandy Powell - Bright Star – Janet Patterson - Coco livet före Chanell – Catherine Leterrier - The Imaginarium of Dr. Parnassus – Monique Prudhomme - Nine – Colleen Atwood |
| Bästa klippning | Bästa specialeffekter |
| - The Hurt Locker – Chris Innis och Bob Murawski - Avatar – James Cameron, John Refoua och Stephen E. Rivkin - District 9 – Julian Clarke - Inglourious Basterds – Sally Menke - Precious – Joe Klotz | - Avatar – Joe Letteri, Stephen Rosenbaum, Richard Baneham och Andrew R. Jones - District 9 – Dan Kaufman, Peter Muyzers, Robert Habros, och Matt Aitken - Star Trek – Roger Guyett, Russell Earl, Paul Kavanagh och Burt Dalton |